# Université Furman
L'université Furman (en anglais : Furman University) est une université d'arts libéraux à Greenville, en Caroline du Sud, aux États-Unis. 

## Historique
Elle a été fondée en 1826 à Edgefield, en Caroline du Sud par la South Carolina Baptist Convention (Southern Baptist Convention) . En 1827, elle a ouvert ses portes avec 10 étudiants. En 1992, elle a mis fin à son affiliation avec la Convention baptiste de Caroline du Sud (Southern Baptist Convention), en raison de sa décision de choisir ses administrateurs .
Elle comprend 26 départements académiques et propose plus de 40 spécialisations et a de nombreux stages et programmes d'étude à l'étranger.

## Universitaires notables
- Thomas T. Goldsmith Jr. : physicien, pionnier de la télévision
- Clint Dempsey : ancien joueur de football professionnel